# Đại học Oulu

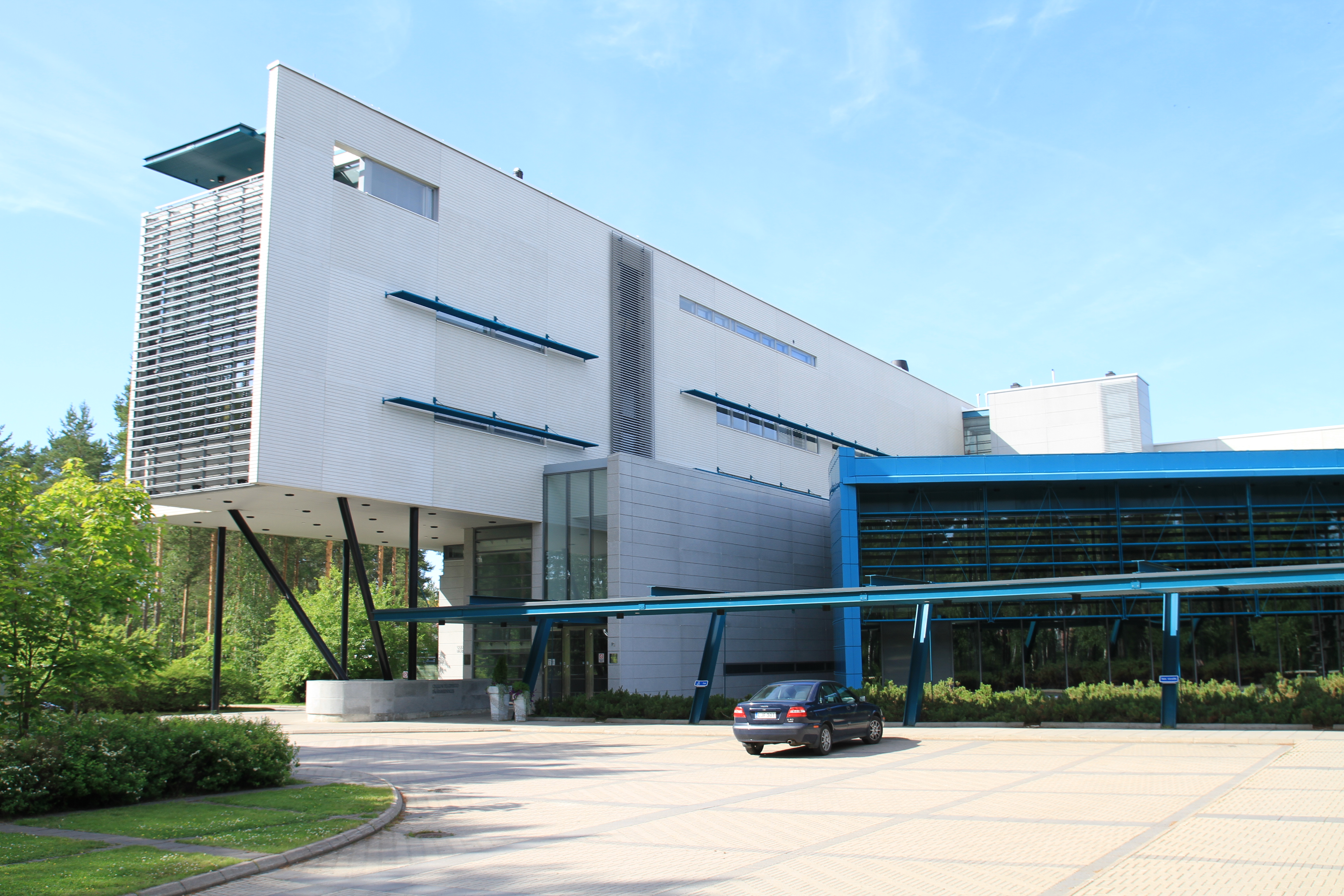
Tòa nhà chính Đại học Oulu

Trường Đại học Oulu (tiếng Phần Lan: Oulun yliopisto) là một trong những đại học lớn nhất ở Phần Lan, nằm tại thành phố Oulu. Nó được thành lập vào ngày 8 tháng 7 năm 1958. Trường có khoảng 17.000 sinh viên và 3.000 nhân viên. Nó được xếp hạng thứ nhì trong Bảng xếp hạng học thuật của trường Đại học Thế giới (biên soạn bởi Đại học Giao thông Thượng Hải) là trường đại học tốt nhất thứ hai ở Phần Lan cùng với trường Đại học Turku và giữ vị trí 303 và 401 trên toàn thế giới.

## Lịch sử

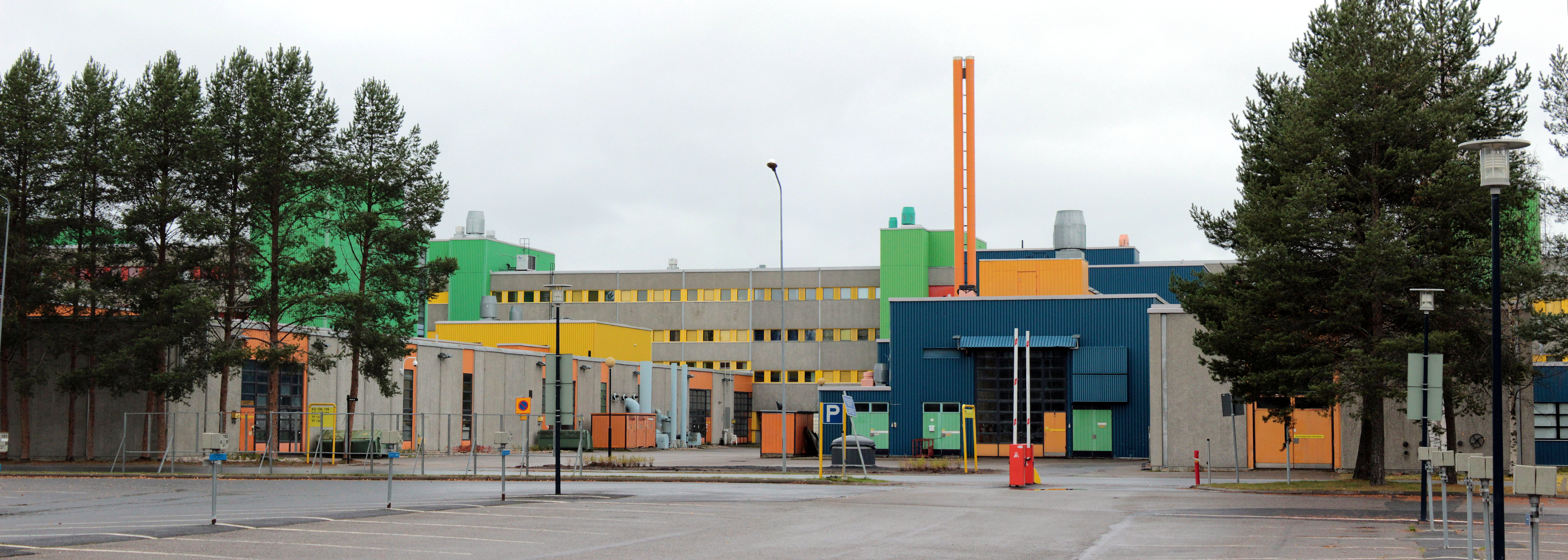

- Hiệp hội các trường Cao đẳng 1919 Oulu
- Đạo luật 1958 Đại học Oulu
- 1959 Các hoạt động bắt đầu. Khoa Triết học, Khoa Công nghệ và Trường Dạy Oulu
- Khoa Y học 1960
- 1965 bắt đầu giảng dạy trong Nhân văn
- 1972 Khoa Nhân văn
- Khoa Giáo dục 1974
- 1985 Vị trí giáo sư Công nghệ Viễn thông thành lập tại Khoa Công nghệ
- 1994 Công nghệ sinh học, Công nghệ thông tin và các vấn đề khu vực phía Bắc được định nghĩa là tập trung
- 2000 Thành lập Khoa Kinh tế và Quản trị Kinh doanh
- 2010 Đạo luật Đại học mới, lĩnh vực trọng tâm mới
- 2011 Đại học Oulu Graduate School (từ 2011/01/08)

## Giáo dục

### Khuôn viên
Trường gồm bốn khuôn viên:
- Khuôn viên chính nằm ở Linnanmaa, cách trung tâm thành phố Oulu khoảng 5 km (3 dặm) về phía bắc. Nó bao gồm năm khoa, Infotech Oulu, Viện Thule, Viện Giellagas, Viện Martti Ahtisaari, Trung tâm truyền thông không dây (CWC), Trung tâm nghiên cứu thép nâng cao (CASR), Trung tâm kính hiển vi và công nghệ nano, Bảo tàng và vườn thực vật, Bảo tàng động vật học, Bảo tàng địa chất và hai thư viện khoa học (Pegasus và Tellus).

- Khoa Y học có khuôn viên riêng và nằm trong tổng thể chung của bệnh viện khu vực tại Kotinkangas, cách trung tâm thành phố 2 km (1.2 dặm) về phía đông nam. Trung tâm nghiên cứu lâm sàng (CRC), Welltech Oulu và Thư viện Y học cũng được đặt tại đó.
- Khuôn viên thứ ba nằm ở Kajaani, cách Oulu 185 km (115 dặm) về phía đông nam.
- Khoa Kiến trúc nằm ở trung tâm thành phố Oulu.Vườn thực vật

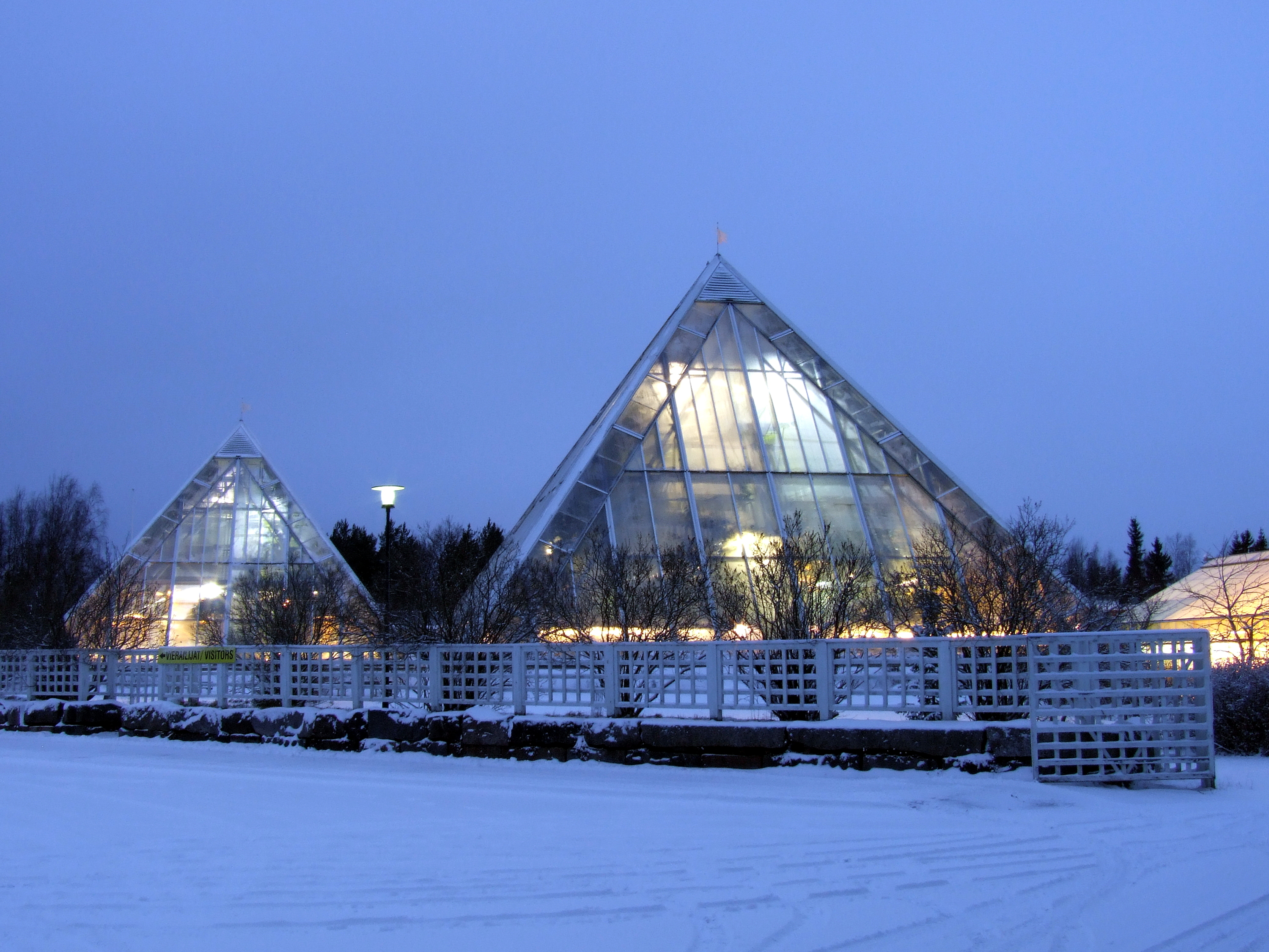
Vườn thực vật

Trường đại học có nhiều trạm nghiên cứu và các địa điểm chung, đáng chú ý nhất là:
- Khu liên hợp đại học Kajaani
- Đài quan sát thiên văn địa lý Sodankylä
- Trạm nghiên cứu sinh học Oulanka (Kuusamo)
- Trạm nghiên cứu Vịnh Bothnian trên đảo Ulkokrunni
- Viện Nam Oulu (Nivala), Trung tâm địa lý ngầm tại Pyhäsalmi
- Kokkola University Consortium Chydenius
- Bộ phận tại  Raahe

### Các khoa
Trường đại học Oulu được chia thành sáu khoa (xếp hạng từ lớn nhất tới nhỏ nhất theo số lượng sinh viên theo học): 

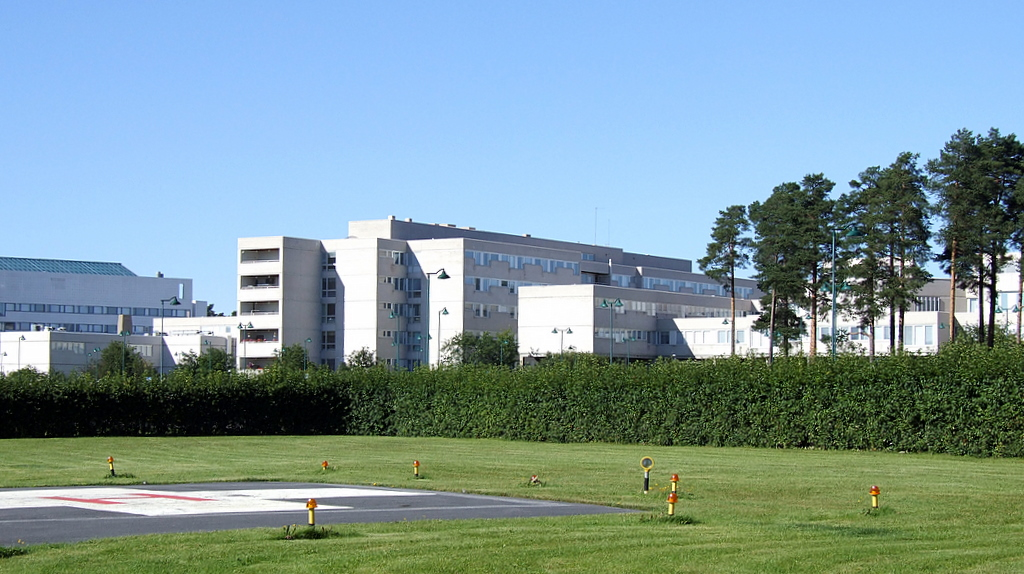
Bệnh viện Đại học Oulu

- Khoa Công nghệ
- Khoa Khoa học
- Khoa Khoa học nhân văn
- Khoa Y học
- Khoa Giáo dục
- Trường Kinh doanh Oulu

## Đời sống sinh viên

### Hội sinh viên

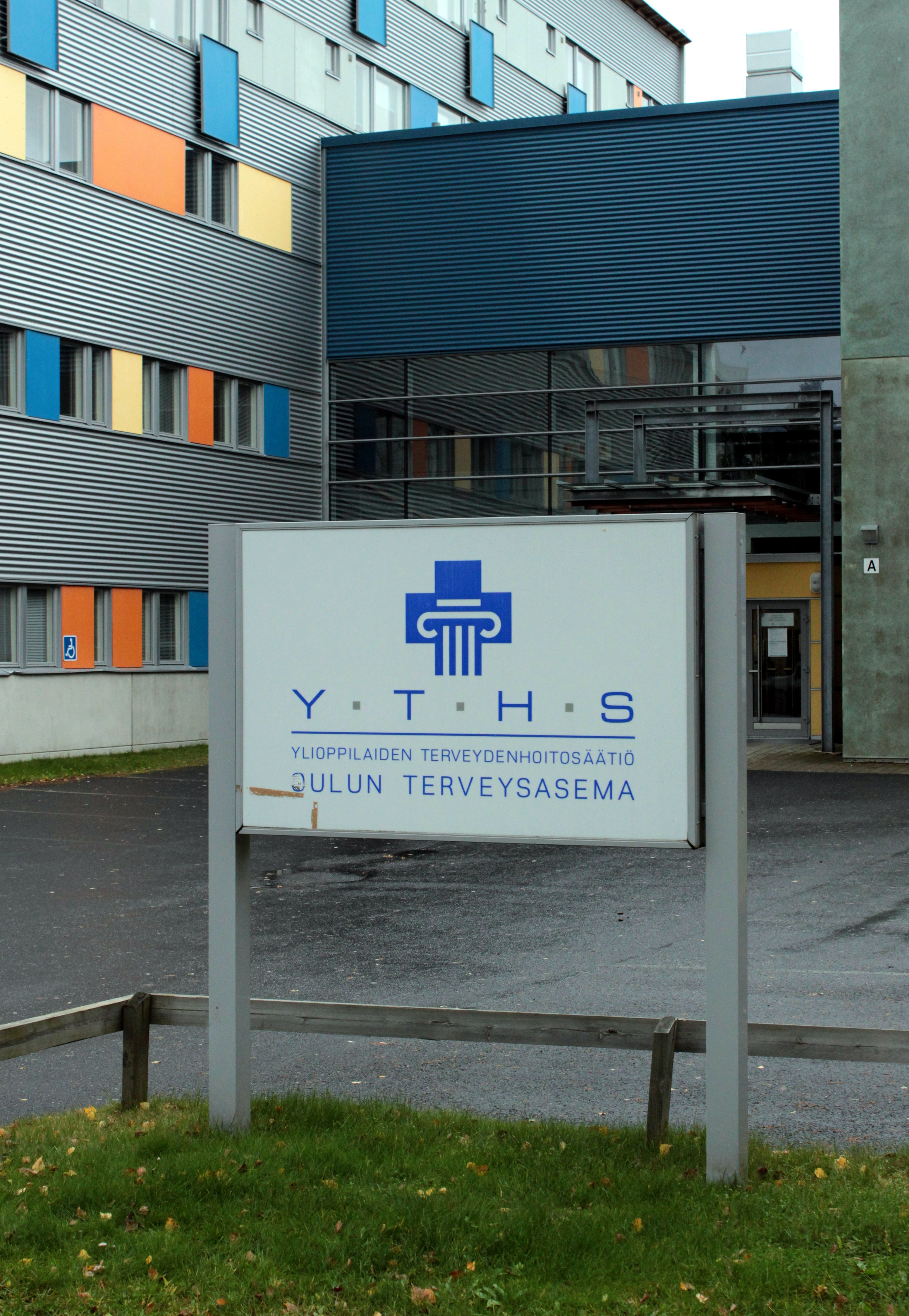
Trung tâm y tế YTHS nằm tại khuôn viên Linnanmaa

Hội Sinh viên của Đại học Oulu (tiếng Phần Lan: Oulun yliopiston ylioppilaskunta; OYY) cung cấp các dịch vụ đáp ứng nhu cầu của sinh viên tại Đại học Oulu. Mọi sinh viên theo học chương trình cử nhân và thạc sĩ tại Đại học Oulu đều nằm trong Hội Sinh viên. Khi trả phí Hội Sinh viên, sinh viên sẽ nhận được thẻ sinh viên, thẻ này cho phép sinh viên nhận được các dịch vụ và ưu đãi riêng. Bằng cách này, sinh viên được chăm sóc y tế và nha khoa miễn phí hoặc với giá thấp hơn từ Dịch vụ sức khỏe học sinh Phần Lan (tiếng Phần Lan: Ylioppilaiden terveydenhoitosäätiö YTHS), giảm giá khi mua vé xe bus (Koskilinjat) và vé tàu (VR), giảm giá tại nhà ăn sinh viên (Uniresta)...

### Tổ chức dành cho sinh viên
Có rất nhiều tổ chức dành cho sinh viên, đáp ứng mọi sở thích. Các tổ chức này chuẩn bị các sự kiện, buổi họp mặt, tiệc tùng, sự kiện thể thao và thường có phòng riêng trong khuôn viên trường mà tại đó sinh viên có thể uống cà phê, sử dụng máy tính, gặp gỡ bạn bè, chơi game hoặc xem TV. Mỗi tổ chức có đồng phục riêng với màu sắc khác nhau. Sinh viên thường mặc đồng phục khi tham gia các bữa tiệc và hoạt động ngoài trời để tạo cảm giác đoàn kết.

### Nhà ở cho sinh viên
Quỹ nhà ở cho sinh viên khu vực Bắc Phần Lan (tiếng Phần Lan: Pohjois-Suomen opiskelija-asuntosäätiö, PSOAS) là nơi cung cấp nhà ở cho sinh viên hàng đầu tại Oulu. Tổ chức này đảm bảo sinh viên được thuê nhà với giá rẻ. Hiện tại PSOAS sở hữu hơn 4000 căn hộ cho sinh viên với nhiều loại hình như căn hộ gia đình, căn hộ chung và studio. 

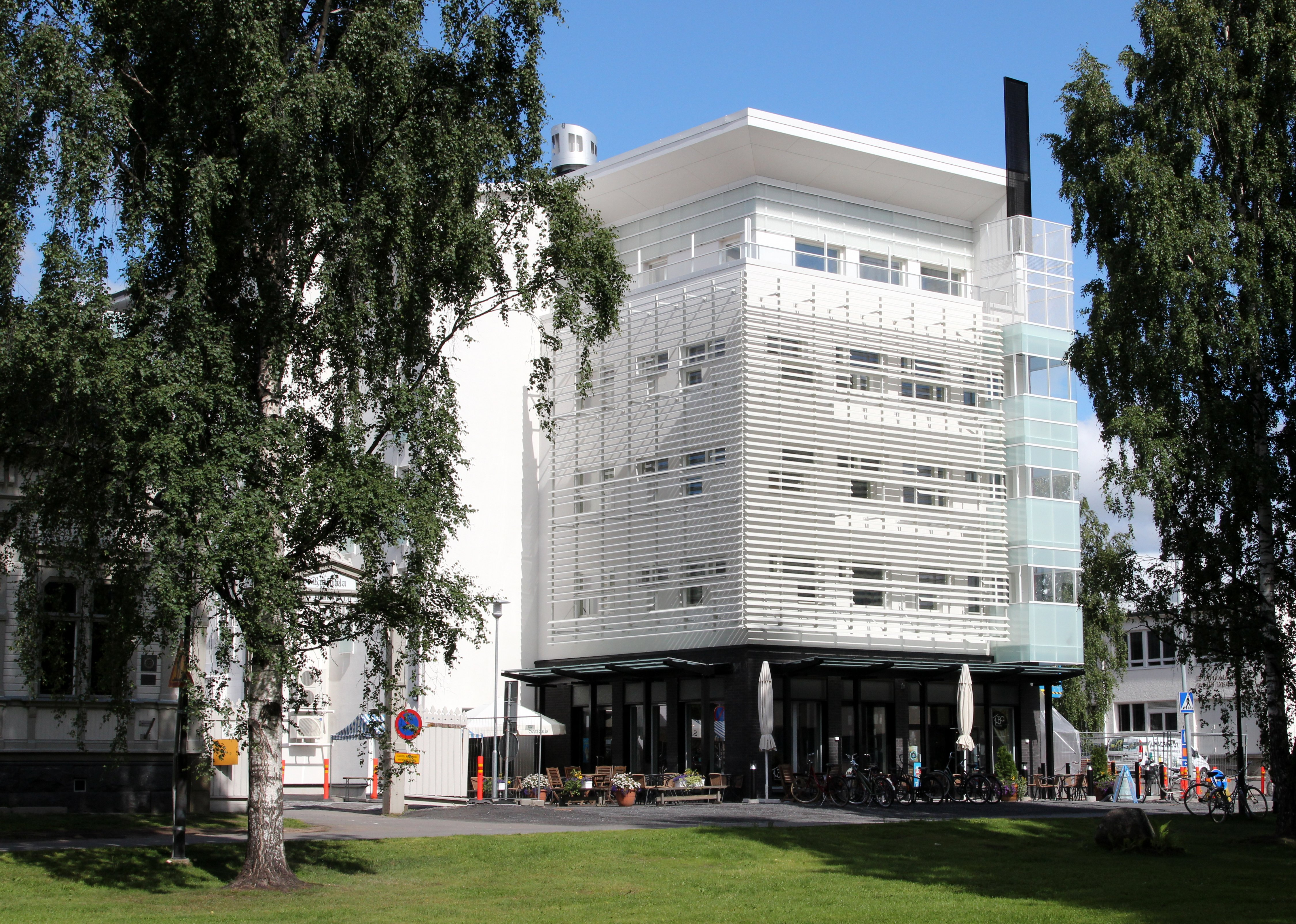
Tòa nhà sinh viên quốc tế Aurora mới được xây dưng năm 2013 tại trung tâm thành phố Oulu